# Gran Hermano 24 horas
Gran Hermano 24 horas était une chaîne de télévision espagnole (disponible en ligne) appartenant au groupe Mediaset España.

## Historique
La chaîne est née en 2000 et est publiée en plates-formes de paiement de sa première édition jusqu'à sa onzième. Pourtant, elle intègre la TDT (TNT Espagnole)  le 30 novembre 2010 (douzième édition), à la suite de la fermeture de la chaîne CNN+, le 28 décembre 2010, dû à la fusion avec Cuatro. Elle l'a remplacée provisoirement sur son canal. Le 1er avril 2011, la chaîne fut remplacée par la chaîne Divinity, orientée vers un public féminin.
Depuis la treizième édition (2012), la chaîne était diffusée via Internet avec Mitele. La chaîne était disponible uniquement pendant les mois d'émission du concours.

## Programmation
La chaîne était constituée de l'émission de télé-réalité Gran Hermano, qu'elle diffusait pendant 24 heures.

## Diffusion
La chaîne était diffusée sur Internet : Gran Hermano 24 horas.